# Lasiorhinus
Lasiorhinus là một chi động vật có vú trong họ Vombatidae, bộ Hai răng cửa. Chi này được Gray miêu tả năm 1863. Loài điển hình của chi này là Lasiorhinus mcoyi Gray, 1863 (= Phascolomys latifrons Owen, 1845).

## Các loài
Chi này gồm các loài:
- Lasiorhinus latifrons
- Lasiorhinus krefftii

Một loài được xác nhận đã tuyệt chủng gồm:
- †Lasiorhinus angustidens (hóa thạch)[2][3][4][5][6][7][8]

## Hình ảnh

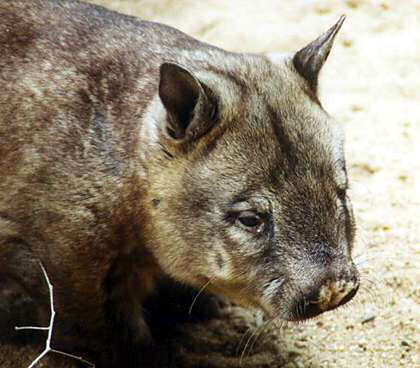
Lasiorhinus krefftii
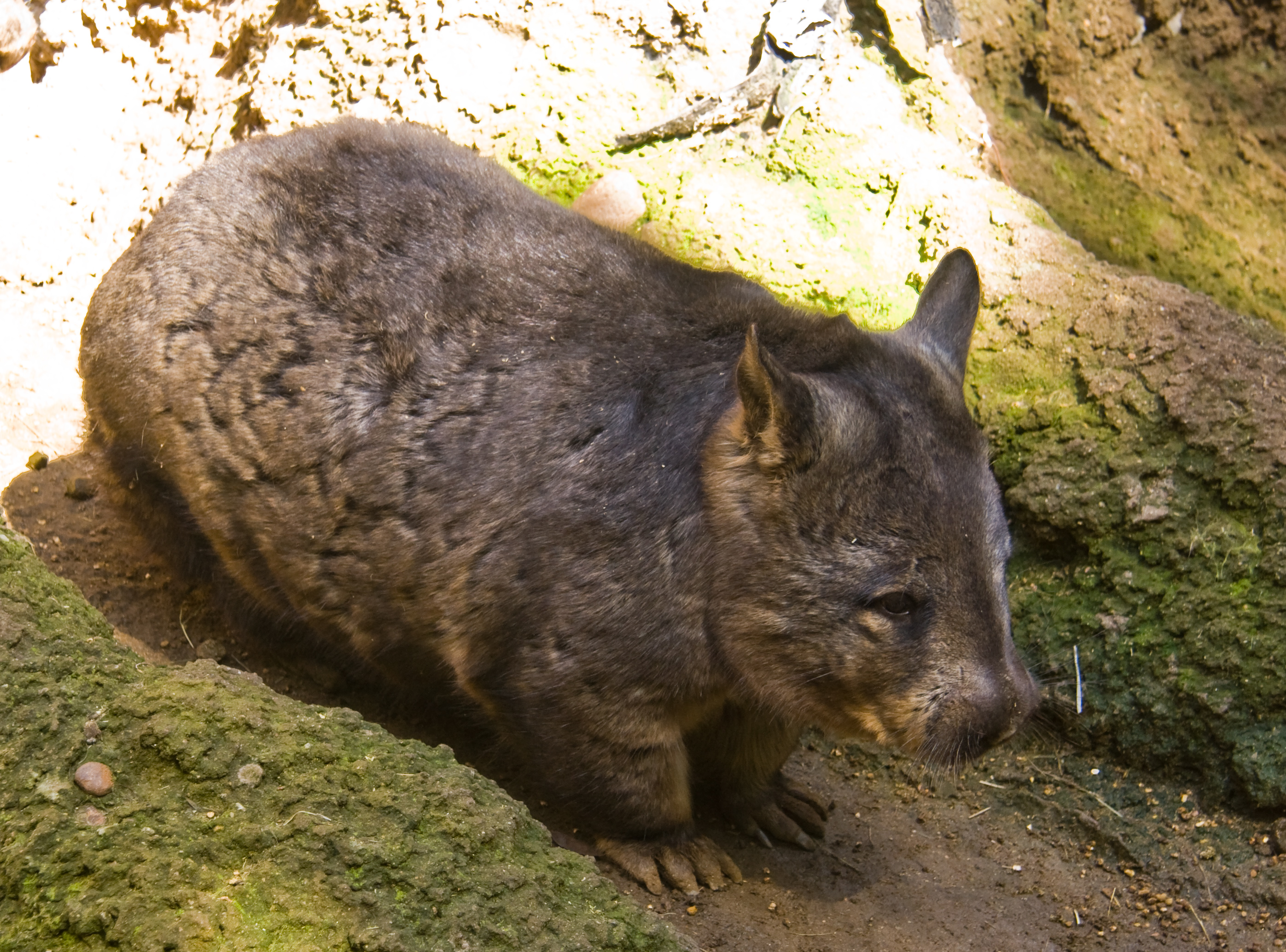
Lasiorhinus latifrons